# سیارک ۸۳۷۷
سیارک ۸۳۷۷ (به انگلیسی: 8377 Elmerreese، نامگذاری:1992SD1) هشت هزار و سیصد و هفتاد و هفتمین سیارک کشف شده‌است که در ۲۳ سپتامبر ۱۹۹۲ کشف شد.
قدر مطلق سیارک برابر ۱۳٫۶۰ است.